# NGC 2509
NGC 2509 là một cụm sao mở trong chòm sao Thuyền Vĩ. Nó được phát hiện vào ngày 3 tháng 12 năm 1783 bởi William Herschel. Nó được mô tả là "tươi sáng, khá phong phú, hơi nén" bởi John Louis Emil Dreyer, người biên dịch của New General Catalogue.
Cụm này rộng khoảng 14 năm ánh sáng (4.2 Parsec), nhưng các thông số khác của cụm vẫn chưa được biết đến. Một số nghiên cứu đã ước tính cụm này khoảng cách khoảng 9.500 năm ánh sáng (2.900 Parsec) so với Hệ mặt trời, trong khi các ước tính cũ hơn chỉ ra cụm cách nó 2980 năm ánh sáng (912 Parsec). Ước tính tuổi của cụm cũng thay đổi đáng kể, từ 1,2 tỷ năm tuổi đến 8 tỷ năm tuổi. Phân tích mới nhất dựa trên thị sai được đo bằng tàu vũ trụ Gaia xác nhận rằng nó là một vật thể tương đối xa, với khoảng cách giữa 2500 và 3000 Parsecs .